# Sanne van Dijke
Sanne van Dijke, née le 21 juillet 1995 à Heeswijk-Dinther,  est une judokate néerlandaise.

## Carrière
En 2017, elle remporte la médaille d'or lors des championnats d'Europe dans la catégorie des moins de 70 kg,.
Elle est médaillée d'argent dans la catégorie des moins de 70 kg aux Jeux européens de 2019 et aux Championnats d'Europe de judo 2020.
En 2021, elle est médaillée d'or aux  Championnats d'Europe et médaillée de bronze aux Championnats du monde.

## Vie privée
Elle est en couple avec la judokate britannique Natalie Powell.

## Palmarès

### Compétitions internationales
| Année | Compétition                                        | Lieu          | Résultat | Catégorie      |
| ----- | -------------------------------------------------- | ------------- | -------- | -------------- |
| 2017  | Championnats d'Europe                              | Varsovie      | 1re      | Moins de 70 kg |
| 2019  | Jeux européens                                     | Minsk         | 2e       | Moins de 70 kg |
| 2020  | Championnats d'Europe                              | Prague        | 2e       | Moins de 70 kg |
| 2021  | Championnats d'Europe                              | Lisbonne      | 1re      | Moins de 70 kg |
| 2021  | Championnats du monde                              | Budapest      | 3e       | Moins de 70 kg |
| 2022  | Championnats d'Europe                              | Sofia         | 2e       | Moins de 70 kg |
| 2023  | Jeux européens (Championnats d'Europe par équipes) | Krynica-Zdrój | 3e       | Par équipes    |
| 2023  | Championnats d'Europe                              | Montpellier   | 3e       | Moins de 70 kg |